# Crescentia mirabilis
Crescentia mirabilis là một loài thực vật có hoa trong họ Chùm ớt. Loài này được Ekman ex Urb. mô tả khoa học đầu tiên năm 1925.